# Parawubanoides unicornis
Parawubanoides unicornis (O. P.-Cambridge, 1873) è un ragno appartenente alla famiglia Linyphiidae.
È l'unica specie nota del genere Parawubanoides.

## Distribuzione
La specie è stata rinvenuta in Mongolia e nella Russia asiatica.

## Tassonomia
Per la determinazione delle caratteristiche della specie tipo sono tenute in considerazione le analisi sugli esemplari di Bolyphantes unicornis O. P.-Cambridge, 1873.
Dal 1992 non sono stati esaminati altri esemplari, né sono state descritte sottospecie al 2012.

### Specie trasferite del genere
- Parawubanoides auriformis (Zhu & Tu, 1986), trasferita al genere Mughiphantes Saaristo & Tanasevitch, 1999[2].
- Parawubanoides marusiki (Tanasevitch, 1988), trasferita al genere Mughiphantes Saaristo & Tanasevitch, 1999[2].
- Parawubanoides nigromaculatus (Zhu & Wen, 1983), trasferita al genere Mughiphantes Saaristo & Tanasevitch, 1999[2].

### Sinonimi del genere
- Parawubanoides bonneti (Loksa, 1965), trasferita dal genere Bolyphantes C. L. Koch, 1837, e posta in sinonimia con Parawubanoides unicornis (O. P.-Cambridge, 1873) a seguito di un lavoro di Starega del 1974[2].
- Parawubanoides fucatus (Kulczyński, 1885), trasferita dal genere Bathyphantes Menge, 1866, e posta in sinonimia con Parawubanoides unicornis (O. P.-Cambridge, 1873) a seguito di uno studio degli aracnologi Eskov & Marusik, (1992b)[2].